# La Esperanza, Sayula de Alemán
La Esperanza är en ort i Mexiko.   Den ligger i kommunen Sayula de Alemán och delstaten Veracruz, i den sydöstra delen av landet, 500 km öster om huvudstaden Mexico City. La Esperanza ligger 95 meter över havet och antalet invånare är 132.
Terrängen runt La Esperanza är platt. Runt La Esperanza är det ganska glesbefolkat, med 38 invånare per kvadratkilometer. Närmaste större samhälle är Oluta, 19,7 km nordost om La Esperanza. Omgivningarna runt La Esperanza är en mosaik av jordbruksmark och naturlig växtlighet.